# Massey Ferguson

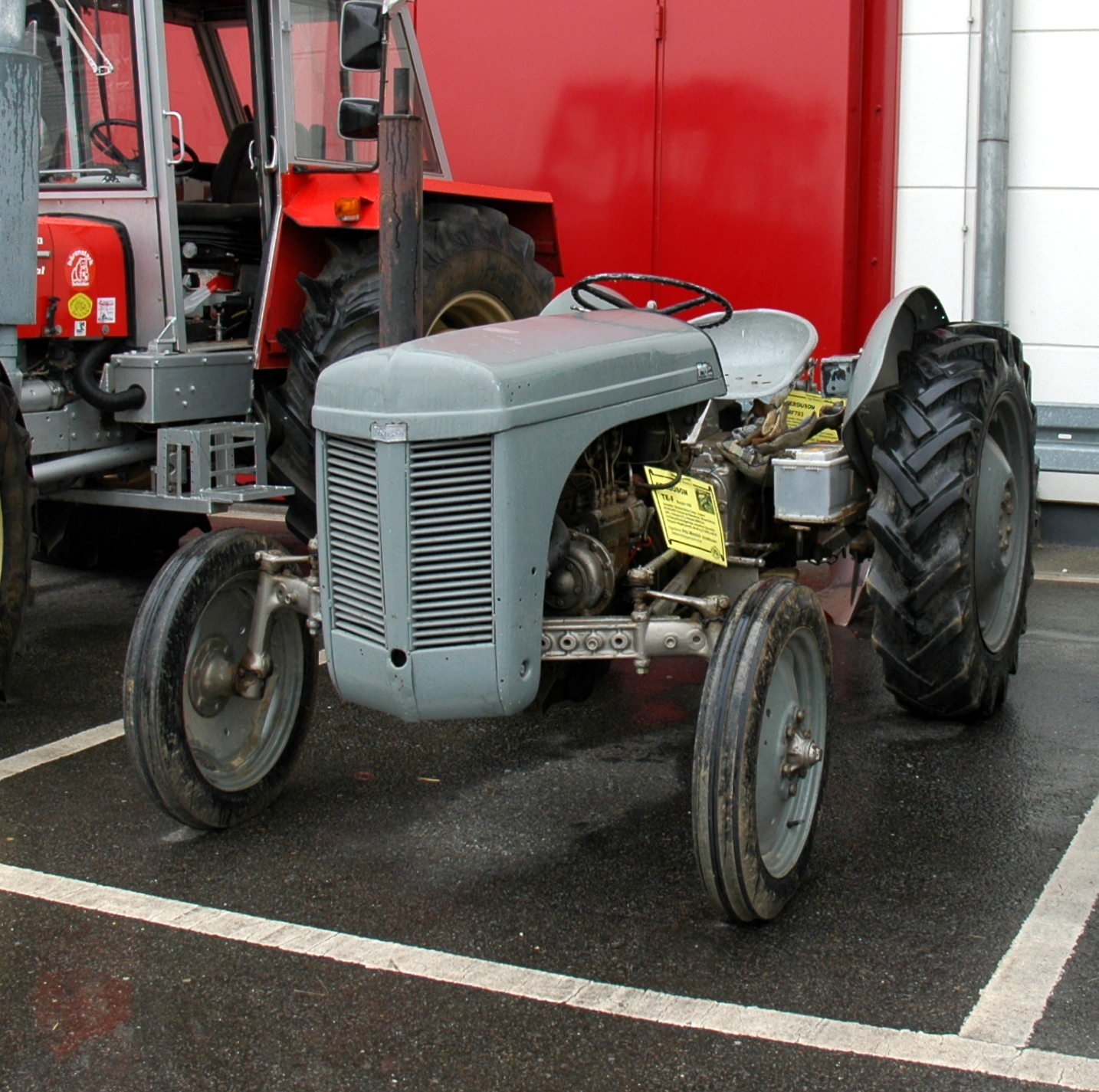
Ciągnik rolniczy Massey Ferguson TEF 25

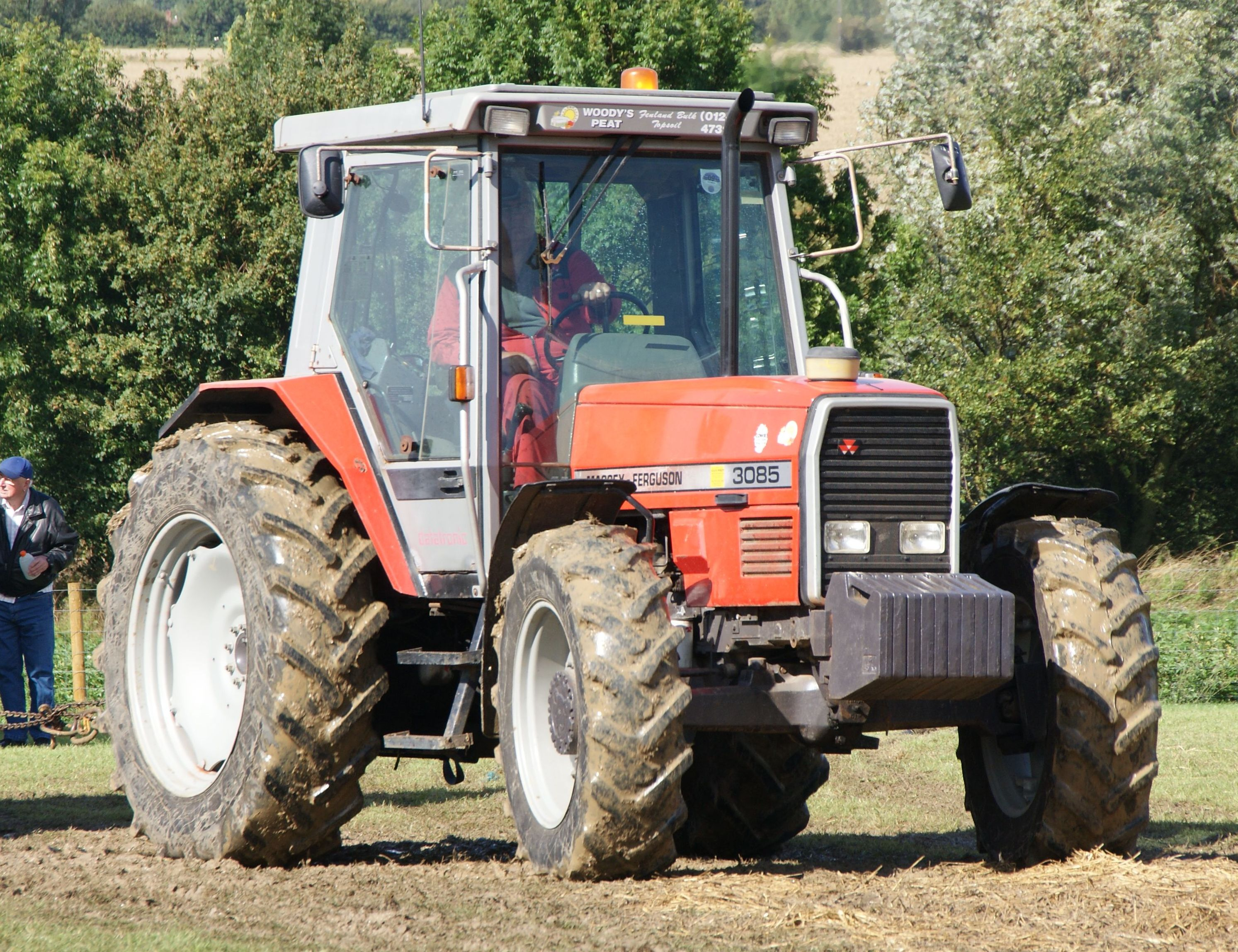
Ciągnik rolniczy Massey Ferguson 3085

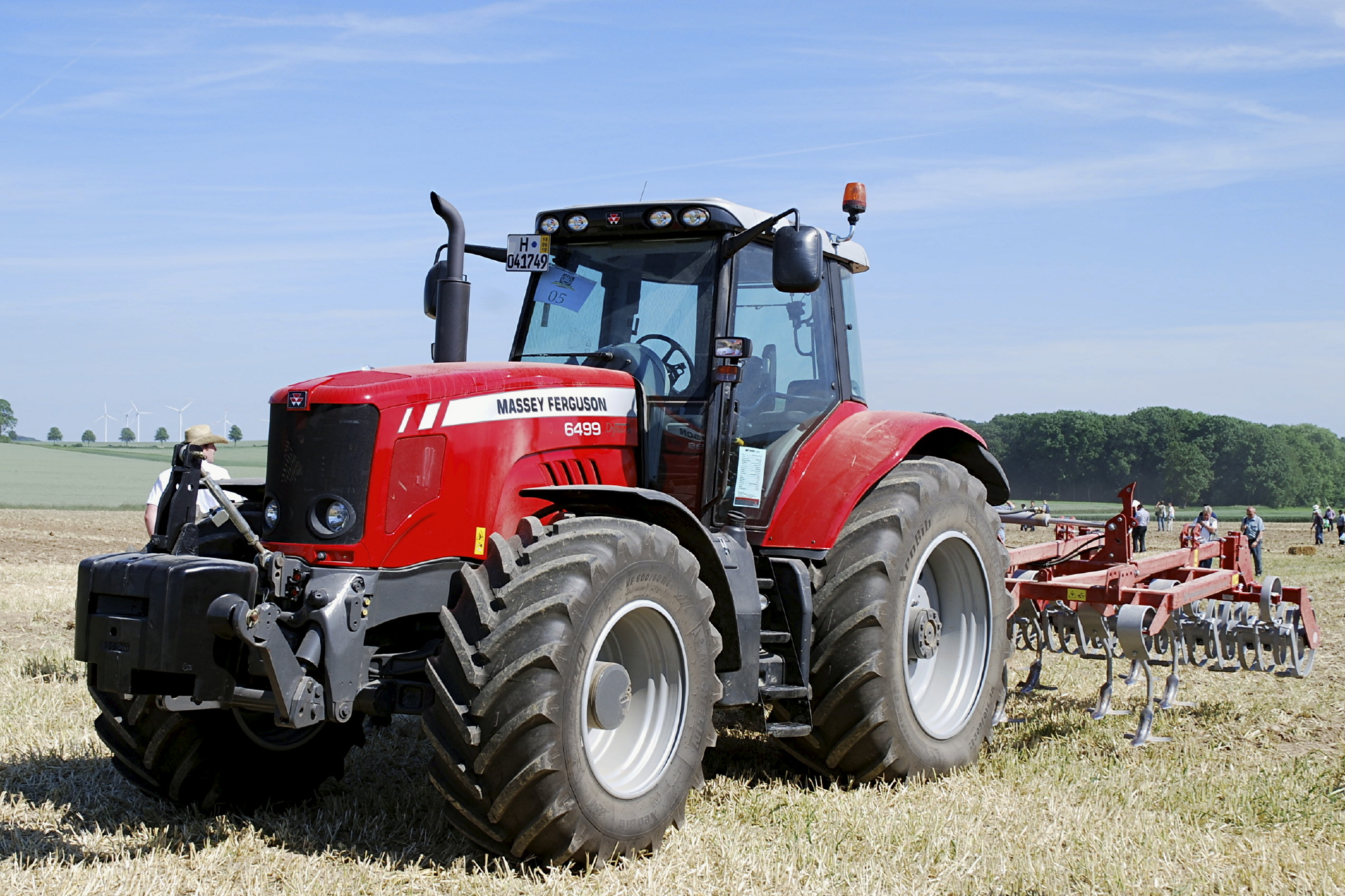
Ciągnik rolniczy Massey Ferguson 6499

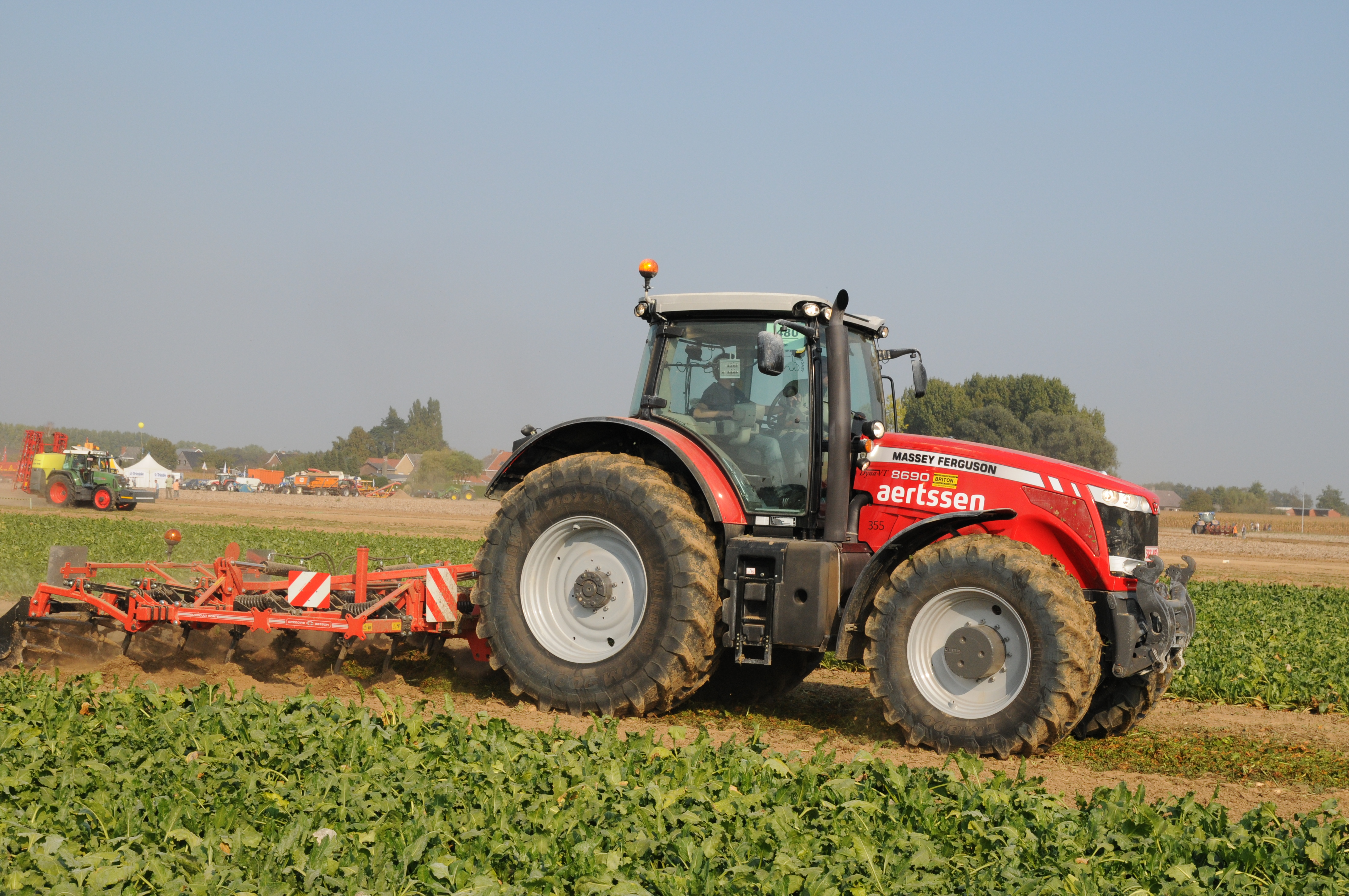
Ciągnik rolniczy Massey Ferguson 8690

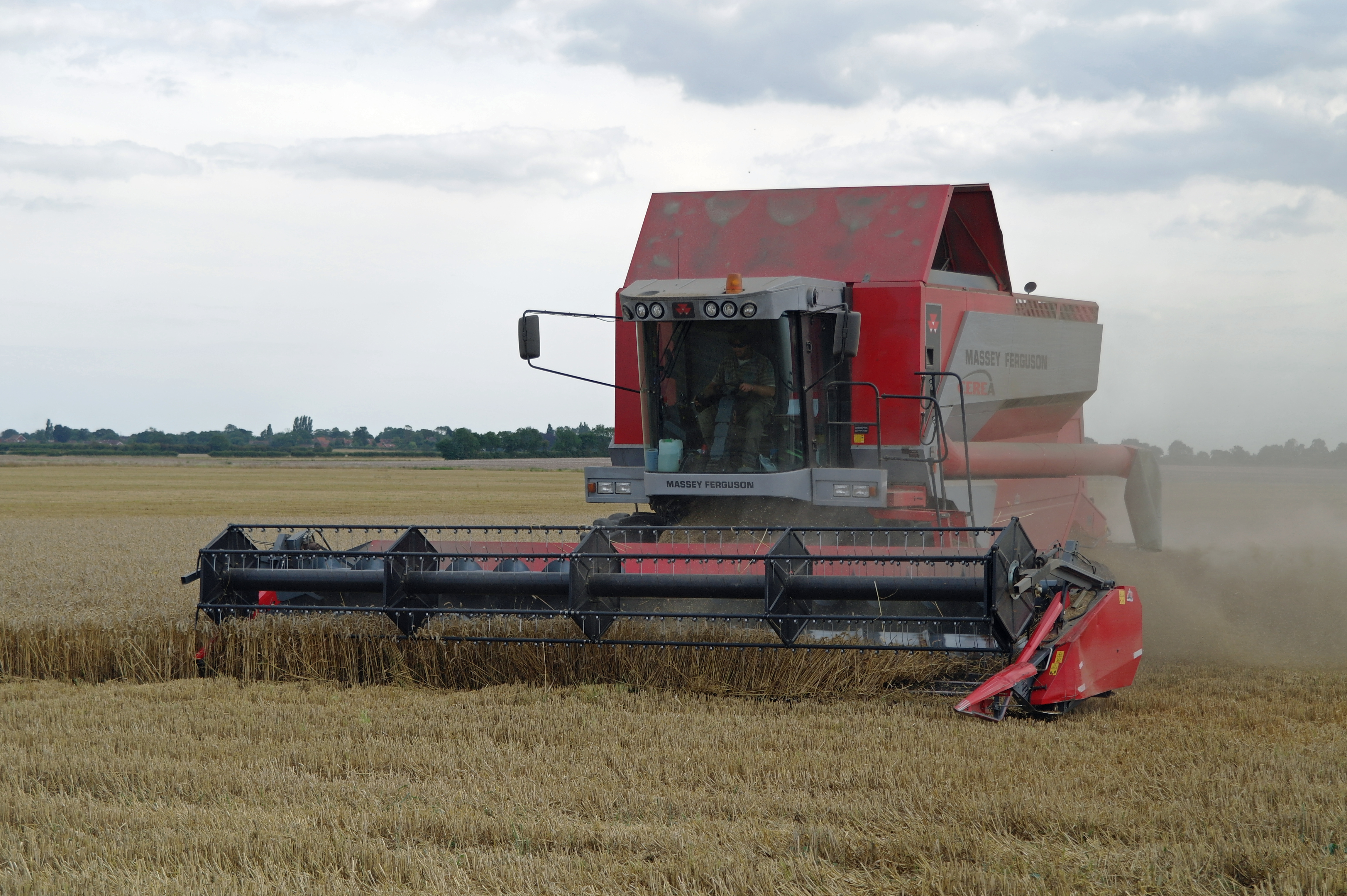
Kombajn zbożowy Massey Ferguson Cerea

Massey Ferguson – kanadyjsko-amerykański koncern produkujący maszyny rolnicze.
Powstał w 1953 roku jako Massey-Harris-Ferguson Limited, od 1958 jako Massey-Ferguson. W tym samym roku firma przedstawiła swoje pierwsze logo, którym były trzy czerwone trójkąty stykające się wierzchołkami. Logo to używane jest przez firmę do dziś. Firma kontynuuje tradycję spółki Massey-Harris Company. Zanim jednak doszło do połączenia firm, Harry Ferguson produkował ciągniki rolnicze początkowo we współpracy z firmą David Brown. Innowacją w ciągnikach Fergusona był skonstruowany i opatentowany przez niego trzypunktowy system zawieszania narzędzi rolniczych sterowany siłownikiem hydraulicznym. Wkład Fergusona w konstrukcje ciągników rolniczych był tak wielki, że większość produkowanych obecnie ciągników rolniczych posiada trzypunktowy układ zawieszenia narzędzi oparty na jego pomyśle.
Po zerwaniu współpracy z firmą David Brown Harry Ferguson nawiązał współpracę z Henrym Fordem, który w tamtym okresie był największym producentem ciągników rolniczych w USA. W ramach tej współpracy ciągniki firmy Ford od 1939 roku wyposażane były w układ zawieszania narzędzi systemu Fergusona. W czasie współpracy z Fordem w USA, Ferguson nawiązał współpracę z brytyjską firmą Standard Motor Company, która od 1946 roku produkowała ciągniki rolnicze na rynek Wielkiej Brytanii pod marką „Ferguson”. Pierwszy ciągnik rolniczy Ferguson TE 25 opuścił fabrykę w Coventry 6 lipca 1946. W 1947 roku doszło do zerwania współpracy pomiędzy firmą Ford a Harrym Fergusonem, a sprawa stosowania systemu Fergusona w ciągnikach Forda znalazła swój finał w sądzie. Po odejściu od Forda, Ferguson zaczął dostarczać na rynek amerykański produkowane w Wielkiej Brytanii ciągniki „Ferguson”, wytwarzane przez Standard Motor Company. W tym samym czasie w Detroit, Harry Ferguson wybudował swoją własną fabrykę, która od 1948 roku produkowała ciągniki na rynek amerykański. W 1953 roku doszło do połączenia firm Massey-Harris z firmą Harry’ego Fergusona. Kilka lat po fuzji obu przedsiębiorstw nadal produkowano ciągniki pod marką „Ferguson”, jak i „Massey-Harris”. Sytuacja taka trwała do roku 1957. W 1955 roku sprzedano licencję na produkcją ciągników rolniczych jugosłowiańskiej firmie IMT. W 1959 roku firma Massey-Ferguson przejęła brytyjską firmę Perkins produkującą silniki wysokoprężne. W tym samym roku nabyła fabrykę w Coventry od Standard Motor Company, która produkowała ciągniki rolnicze dla Massey Fergusona. W 1960 r. został zakupiony włoski producent ciągników rolniczych Landini. 22 listopada 1961 r. została otwarta nowa fabryka w Beauvais, a jej pierwszym produktem był 25-konny MF 825. W 1974 roku polski producent ciągników rolniczych, Zakłady Mechaniczne Ursus, zakupił licencję na produkcję serii 200 i 500. W tym samym roku zakupiono niemiecką firmę Hanomag. W 1977 r. podpisano umowę z japońską firmą Toyosha Company z Osaki na produkcję kompaktowych ciągników. W 1980 r. Hanomag został sprzedany Horst-Dieter Esch i wcielony do holdingu IBH. W 1981 r. została otwarta fabryka w Canoas w Brazylii. W 1982 r. została zamknięta historyczna fabryka w Detroit. W 1984 r. następuje podpisanie umowy z duńską fimą Dronningborg Maskinfabrik na produkcję kombajnów zbożowych. W 1989 r. MF sprzedał swoją brazylijską fabrykę w Canoas wraz z licencją na produkowane tam ciągniki rolnicze firmie Iochpe-Maxion. W tym samym roku podpisano umowę licencyjną z polską firmą Ursus na produkcję 34-konnego ciągnika rolniczego MF 231. Do sprzedaży trafił ciągnik MF 3680 z silnikiem Valmet. W 1990 r. został sprzedany Landini. W 1994 została utworzona wspólnie przez Massey Ferguson i Renault Agriculture spółka joint venture GIMA, produkująca układy napędowe do ciągników rolniczych obydwu marek. W tym samym roku właścicielem firmy staje się konsorcjum AGCO. W 2002 roku został wyprodukowany ostatni ciągnik w angielskiej fabryce w Coventry, a rok później fabryka zostaje zamknięta z liczbą 3307996 wyprodukowanych ciągników.

## Ciągniki MASSEY FERGUSON
- Ferguson TE-20
- Massey-Harris Pony
- Massey-Harris 44-745
- MF 25-30
- MF 35-65
- MF Super 90
- MF 130-148
- MF 165-168
- MF 175-188
- MF 1080-1100
- MF 1135-1155
- MF 1200-1250
- MF 1500-1800
- MF 1505-1805
- MF 550-590
- MF 595
- MF 240
- Ursus MF-235/2812
- Ursus MF-255/3512
- MF 265-290
- MF 2620-2720
- MF 2625-2725
- MF 4800-4900
- MF 5200
- MF 675-690
- MF 698-699
- MF 3050-3090 (1986-88)
- MF 3050-3065 (1988-93)
- MF 3070-3095 (1988-93)
- MF 3055-3095 (1993-95)
- MF 3115-3125
- MF 3610-3680 (1987-90)
- MF 3635-3655 (1990-95)
- MF 3670-3690 (1990-95)
- MF 350-399 (1987-88)
- MF 350-365 (1988-94)
- MF 375-399 (1988-91)
- MF 342-399 (1991-97)
- MF 6110-6140
- MF 6150-6190
- MF 8110-8160
- MF 8170-8180
- MF 9240
- MF 4215-4245
- MF 4255-4270
- MF 4315-4345
- MF 4355-4370
- MF 6235-6265
- MF 6260-6290
- MF 8210-8250
- MF 8260-8280
- MF 8220-8280 Xtra
- MF 240-290 (2007-11)
- MF 410-430 (2004-08)
- MF 415-475 (2001-10)
- MF 435-480 Xtra (2010-)
- MF 3615-3645 (2007-12)
- MF 3625-3650 (2013-)
- MF 4435-4455 (2004-11)
- MF 5410-5450 (2011-14)
- MF 5425-5470 (2003-07)
- MF 5425-5480 (2007-14)
- MF 6445-6480 (2003-05)
- MF 6445-6480 (2005-07)
- MF 6445-6480 (2007-13)
- MF 6485-6499 (2003-06)
- MF 6485-6499 (2006-11)
- MF 7140-7180 (2009-)
- MF 7465-7495 (2003-06)
- MF 7465-7499 (2007-12)
- MF 8450-8480 (2004-08)
- MF 8650-8690 (2008-11)
- MF 8650-8690 (2011-14)
- MF 4707-4709 (2014-)
- MF 5608-5613 (2013-)
- MF 6612-6616 Dyna-4/6 (2013-)
- MF 6614-6616 Dyna-VT (2013-)
- MF 7614-7626 Dyna-4/6 (2012-)
- MF 7615-7624 Dyna-VT (2012-)
- MF 8727-8737 Dyna-VT (2014-)